# 3055 Annapavlova
3055 Annapavlova (1978 TR3) là một tiểu hành tinh vành đai chính được phát hiện ngày 4 tháng 10 năm 1978 bởi Smirnova, T. ở Nauchnyj.